# 1403
- Wikisource

| Calendário gregoriano                                                        | 1403 MCDIII                                          |
| Ab urbe condita                                                              | 2156                                                 |
| Calendário arménio                                                           | 852 – 853                                            |
| Calendário bahá'í                                                            | -441 – -440                                          |
| Calendário budista                                                           | 1947                                                 |
| Calendário chinês                                                            | 4099 – 4100 Início a 23 de janeiro (aproximadamente) |
| Calendário copta                                                             | 1119 – 1120                                          |
| Calendário etíope                                                            | 1395 – 1396                                          |
| Calendários hindus - Vikram Samvat - Calendário nacional indiano - Cáli Iuga | 1458 – 1459 1324 – 1325 4503 – 4504                  |
| Calendário Holoceno                                                          | 11403                                                |
| Calendário islâmico                                                          | 805 – 806                                            |
| Calendário judaico                                                           | 5163 – 5164                                          |
| Calendário persa                                                             | 781 – 782                                            |
| Calendário rúnico                                                            | 1653                                                 |
| Calendário solar tailandês                                                   | 1946                                                 |

1403 (MCDIII, na numeração romana) foi um ano comum do século XV do Calendário Juliano, da Era de Cristo, e a sua letra dominical foi G (52 semanas), teve início numa segunda-feira e terminou também numa segunda-feira.
No reino de Portugal estava ainda em vigor a Era de César que já contava 1441 anos.
| Ano completo                         |
| ------------------------------------ |
| Ano comum com início à segunda-feira |

## Eventos
- Henrique V de Inglaterra, então Príncipe de Gales e herdeiro da coroa, vence a batalha de Shrewsbury contra rebeldes galeses; apesar dos seus 16 anos lidera as tropas inglesas no confronto e é ferido em batalha.

## Nascimentos
- 22 de Fevereiro - Rei Carlos VII de França (m. 1461).

## Mortes
- Bajazeto I, sultão otomano (n. 1354).